# Kinnaird Castle (Perth and Kinross)
Kinnaird Castle ist ein Tower House auf einem Felsvorsprung in den Braes of the Carse nördlich der Siedlung Kinnaird in der schottischen Council Area Perth and Kinross.

## Geschichte
In der Regierungszeit König Wilhelms I. gehörte das Land um Kinnaird der Familie dieses Namens. 1674 fiel es an die Threiplands of Fingask.
Die Niederungsburg stammt vom Ende des 15. oder Anfang des 16. Jahrhunderts. 1610 wurde östlich des Turms ein kleines Gebäude angefügt.  Einst gab es auch einen befestigten Hof oder eine Vorburg westlich des Turms.
Im 19. Jahrhundert war das Tower House eine Ruine ohne Dach. 1855 wurde sie restauriert und ist seitdem wieder bewohnt.

## Beschreibung
Der Turm hat vier Vollgeschosse und ein Dachgeschoss. Er hat einen rechteckigen Grundriss, der eine Fläche von etwa 11,7 Metern × 8,3 Metern bedeckt. Östlich daran angeschlossen ist ein kleines, zweistöckiges Haus mit einer Grundfläche von etwa 4,4 Metern × 4,1 Metern, in dem sich im Erdgeschoss die Küche mit großem bogenüberspanntem Herd befand, der 1955 ausgebaut wurde.
Das Tower House selbst erreicht eine Höhe von etwa 18,2 Metern; seine Mauern sind bis zu 2,15 Meter dick. Es hat zwei Eingänge an seiner Südfassade; der im Erdgeschoss ist mit einem Eisengitter verschlossen. Der zweite Eingang im 1. Obergeschoss ist heute durch eine Steintreppe erschlossen und vermittelte einst wohl den Zugang zum Wehrgang der Hofmauer. Zwei Fenster in der Ostfassade wurden in den 1960er-Jahren vergrößert.
Historic Scotland hat Kinnaird Castle als historisches Bauwerk der Kategorie A gelistet.